# Torymus kaltenbachi
Torymus kaltenbachi is een vliesvleugelig insect uit de familie Torymidae. De wetenschappelijke naam is voor het eerst geldig gepubliceerd in 1840 door Förster.